# Kumrovec
Kumrovec – wieś w Chorwacji, w żupanii krapińsko-zagorskiej, siedziba gminy Kumrovec. W 2011 roku liczyła 267 mieszkańców.
Jest położona nad rzeką Sutla przy granicy Chorwacji ze Słowenią. Powstała 6 maja 1997 po odłączeniu od miasta Tuhelj.

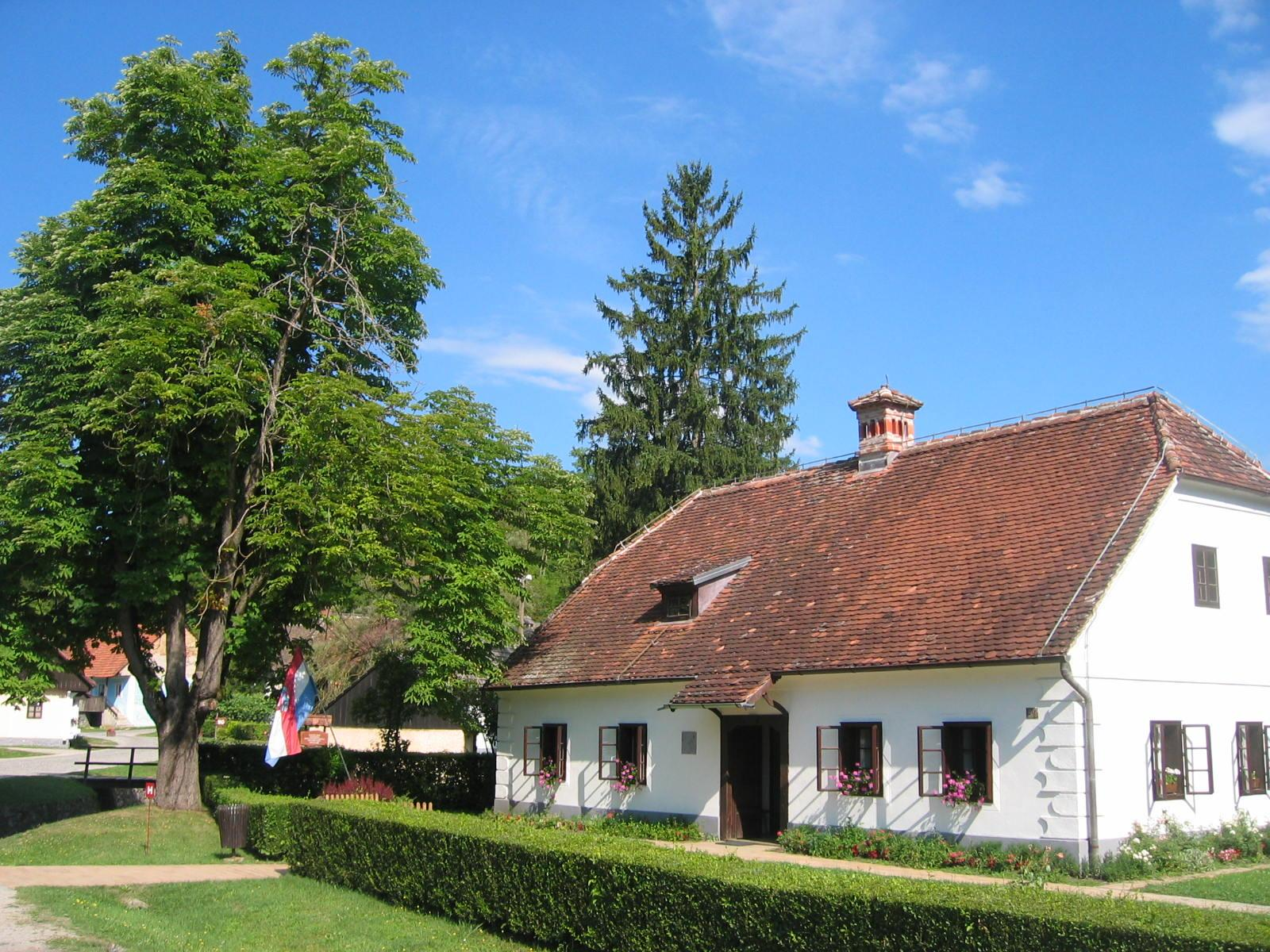
Dom rodzinny Tity

W Kumrovcu urodził się marszałek Josip Broz Tito (1892–1980), prezydent byłej Jugosławii. Jego dom (wybudowany w 1860 r. jako pierwszy murowany dom we wsi) został przekształcony w Muzeum Pamięci Marszałka Tity, które zostało otwarte w 1953 roku. Obok niego znajduje się pomnik marszałka Tity wykonany z brązu przez Antuna Augustinčicia w 1948 r.

## Atrakcje turystyczne
- Muzeum Pamięci Marszałka Tito
- Muzeum Etnologiczne Staro Selo
- Znajdują się tu dwie katolickie kaplice:
  - Kapela sv. Rok (wybudowana w 1963 r.)
  - Kapela Majke Božje Snježne (wybudowana w 1639 r.)